# Beaucamps-le-Jeune
Beaucamps-le-Jeune är en kommun i departementet Somme i regionen Hauts-de-France i norra Frankrike. Kommunen ligger i kantonen Hornoy-le-Bourg som tillhör arrondissementet Amiens. År 2022 hade Beaucamps-le-Jeune 193 invånare.

## Befolkningsutveckling
Antalet invånare i kommunen Beaucamps-le-Jeune
| Referens: INSEE |